# Боровец (квартал на Търговище)
Вижте пояснителната страница за други значения на Боровец.
Боровец е квартал на град Търговище, разположен в югоизточната част на града. Разположен е между парковете „Боровец“, „Борово око“ и „Юкя“. В квартала се намират: I СУ „Свети Седмочисленици“, 5 Детска ясла, 3 ЦДГ „Здравец“, Дневен център за възрастни хора, Дом за медико-социални грижи за деца.